# IGS-8A
IGS-8A (ang. Information Gathering Satellite 8A) – japoński wojskowy satelita zwiadu radarowego (SAR). Zdolność rozdzielcza zobrazowania radarowego możliwa do uzyskania oceniana jest na mniej niż 1 metr. Głównym celem satelity ma być monitorowanie programu rakietowego i jądrowego Korei Północnej.
Głównym wykonawcą satelity była firma Mitsubishi Electric.
Satelita został wyniesiony na orbitę wraz z satelitą IGS-8B, o podobnym przeznaczeniu.